# 拜耳竞技场
拜耳球場（德語：BayArena）是位於德國北萊茵-威斯特法倫州勒沃庫森的一座足球體育場。自1958年以來，拜耳球場一直都是德国足球甲级联赛球隊利華古遜的主場球場。
球場最初的名字是烏爾里希-哈伯蘭體育場（Ulrich-Haberland-Stadion），當時球場可以容納20000名觀眾。球場名稱來自於拜耳公司前主席的名字。1986年，球場開始進行改建。改建工程直到1997年才完成，球場容量增加到22500人。1998年，球場名稱改為拜耳球場。1999年，在球場內修建了一個飯店，飯店內有高級餐館和會議室等設施。
勒沃庫森市曾希望成為2006年世界杯足球賽的舉辦城市之一，并試圖擴建拜耳球場。但最終市政府、勒沃庫森俱樂部和世界杯組委會認為將球場改建為可容納40000人的規模不切實際。勒沃庫森也因此放棄了舉辦計劃。籌委會原本安排拜耳球場作為世界杯期間德國國家足球隊的訓練基地，但主教練堅持要求以柏林作為訓練基地。拜耳球場後獲得舉辦兩場國際比賽。
在2007年3月30日，拜耳公司同意對拜耳球場進行擴建，使其容納規模達到超過30000人。擴建工程在2007年底開始進行，在2009-10賽季初完成。在2009-10賽季德甲第二輪勒沃庫森對霍芬海姆的比賽中，擴建完成的拜耳球場首次啟用。

## 外部連結
- BayArena （页面存档备份，存于） （德文）
- BayArena2009 （页面存档备份，存于） （德文）